# Anna Maria Ciccone
Pour les articles homonymes, voir Ciccone.
Anna Maria Corradina Ciccone appelée aussi Mariannina (29 août 1892 - 29 mars 1965), est une physicienne italienne. Elle est connue pour ses recherches dans le domaine de la spectroscopie et pour son héroïsme pendant la Seconde Guerre mondiale.  

## De la Sicile à Pise
Maria Anna, ou Mariannina, Corradina Ciccone naît le 29 août 1892 (ou 1891 selon différents documents) à Noto, en Sicile, de Corrado, un riche commerçant, et de Caterina Mirmina. Elle obtient son diplôme de la Regia Scuola Normale (qui deviendra plus tard l'Istituto Magistrale) en 1910. Comme son diplôme ne l'autorise pas à fréquenter l'université, Mariannina s'inscrit à l'Istituto Tecnico Archimede en troisième année, à Modica, dans un cours de physique - mathématiques où elle est la seule étudiante de la classe. Elle suit la première année de la faculté de mathématiques de l'université de Rome, puis déménage à Pise. En 1923, elle obtient son diplôme en mathématiques et en 1924, un deuxième diplôme en physique, devenant ainsi l'une des premières femmes diplômées en mathématiques et en physique de l'université de Pise. 
En 1925, elle est professeur adjointe à l'Institut de physique de l'université de Pise, puis assistante titulaire et, à partir de 1931, co-assistante, sur recommandation du directeur de l'Institut de physique, Luigi Puccianti. 
En 1936, Ciccone devient professeur auxiliaire en physique expérimentale. Elle participe aux recherches en spectroscopie de l'Institut de Physique de l'université de technologie de Darmstadt, en Allemagne où elle travaille avec le professeur Gerhard Herzberg, un scientifique anti-nazi et futur lauréat du Prix Nobel de chimie. Entièrement consacrée à ses recherches, elle déménage sa résidence dans le même bâtiment. Ses premiers articles sont publiés dans Il Nuovo Cimento et Memorie della società toscana di Scienze Naturali.
En 1939, elle obtient la chaire de spectroscopie qu'elle conservera jusqu'à sa retraite. Elle teste de nouvelles méthodes de recherche modifiant l'équipement expérimental et préparant de nouvelles techniques d'observation dans les domaines de la spectroscopie et de l'électromagnétisme.

## L'attaque allemande contre l'Université
Ciccone refuse de quitter l'Institut, situé alors au Palazzo Matteucci à la Piazza Torricelli, pendant toute la durée de la guerre et continue à donner des cours. Elle est le seul professeur après le 8 septembre 1943. Entre fin juin et début juillet 1944, une aile du bâtiment déjà pillé et miné est détruite par des soldats allemands.  
Elle fait face aux officiers - elle parle l'allemand depuis qu'elle a travaillé à Darmstadt - et leur déclare qu'elle n'abandonnera pas son lieu de travail, même au risque d'être explosée avec le bâtiment. Devant son attitude résolue, les allemands renoncent à la destruction du reste du bâtiment et à l'élimination totale des instruments et la bibliothèque,. 

## Après la guerre
Le 1er novembre 1953, elle est transférée au département de physique-chimie pour poursuivre ses recherches sur la spectroscopie des rayons infrarouges. Elle prend une retraite anticipée le 12 octobre 1954 mais continue à enseigner en tant que chargée de cours externe. À la fin des années académiques 1961-62, elle est officiellement relevée de ses fonctions.  
Elle retourne à Noto où elle décède le 29 mars 1965.      

## Publications
- Spettroscopie, GUF, Pise, 1941.
- Lezioni di spettroscopia, F. Vallerini Editore, Pise, 1947.
- Introduzione allo studio della fisica atomica e molecolare, F. Vallerini Editore, Pise, 1953.
- Elementi di fisica per i licei scientifici, A. Signorelli, Roma, 1964.